# عيد الأم (فلم)
عيد الأم هو فيلم كوميدي تم إنتاجه في الولايات المتحدة وصدر في سنة 2016. الفيلم من إخراج غاري مارشال وكتابة توم هاينز. من بطولة جينيفر أنيستون وكيت هدسون وجوليا روبرتس وجيسون سوديكس.

## القصة
تدور أحداث القصة حول حياة مجموعة من الأمهات، واللاتي تتقاطع قصصهم جميعها في يوم عيد الأم.

## الممثلون والشخصيات
- جينيفر أنيستون (بدور: ساندي)
- كيت هدسون (بدور: جيسي)
- جوليا روبرتس (بدور: ميراندا)

## وصلات خارجية
- مقالات تستعمل روابط فنية بلا صلة مع ويكي بيانات